# Oxytate elongata
Oxytate elongata là một loài nhện trong họ Thomisidae.
Loài này thuộc chi Oxytate. Oxytate elongata được Benoy Krishna Tikader miêu tả năm 1980.